# Snoopified
Snoopified - The Best of Snoop Dogg è la terza greatest hits del rapper statunitense Snoop Dogg, pubblicata nel 2005 dalla Capitol Records.
In Canada la raccolta è distribuita tramite la filiale Priority Records, mentre nel Regno Unito e nel mercato europeo il disco è commercializzato anche dalla EMI.
| Recensione | Giudizio |
| ---------- | -------- |
| AllMusic   | [ 1 ]    |

## Tracce
1. Beautiful (featuring Pharrell & Charlie Wilson) – 4:59 (musica: The Neptunes)
2. Snoop Dogg (What's My Name Pt. 2) – 4:03 (musica: Timbaland)
3. Woof! (featuring Mystikal & Fiend) – 4:21 (musica: Master P, Craig B)
4. Lay Low (featuring Master P, Nate Dogg, Butch Cassidy & Tha Eastsidaz) – 3:42 (musica: Dr. Dre, Mike Elizondo)
5. Down For My Hitters (featuring C-Murder & Magic) – 3:45 (musica: KLC)
6. From tha Chuuuch to da Palace (featuring Pharrell) – 4:45 (musica: The Neptunes)
7. Trick Please (featuring Xzibit & Nate Dogg) – 3:54 (musica: Dr. Dre)
8. Still a G Thang – 4:19 (musica: Meech Wells)
9. Just Dippin' (featuring Dr. Dre & Jewell) – 4:03 (musica: Dr. Dre)
10. Wrong Idea (featuring Bad Azz, Kokane & Lil' Half Dead) – 4:15 (musica: Jellyroll)
11. Stoplight – 4:20 (musica: Jellyroll)
12. Snoopafella – 5:23 (musica: Ant Banks)
13. The One and Only – 3:50 (musica: DJ Premier)
14. Loosen' Control (featuring Butch Cassidy) – 4:09 (musica: Soopafly)
15. Gin & Juice II – 3:36 (musica: Carlos Stephens)
16. Stacey Adams (featuring Kokane) – 4:35 (musica: Battlecat)
17. Ride On (featuring Kurupt) – 4:41 (musica: Marc N tha Dark, Snoop Dogg, DJ Quik)
18. G Bedtime Stories – 2:15 (musica: Meech Wells)
19. Hell Yeah (featuring WC) – 3:38 (musica: Bink)

## Classifiche
| Classifica (2005)         | Posizione massima |
| ------------------------- | ----------------- |
| Belgio (Fiandre)          | 63                |
| Italia                    | 77                |
| Paesi Bassi               | 72                |
| Regno Unito               | 50                |
| UK R&B                    | 16                |
| Stati Uniti               | 121               |
| US Top Rap Albums         | 21                |
| US Top R&B/Hip-Hop Albums | 44                |
| Svizzera                  | 100               |